# 汪淵 (正統舉人)
汪淵（15世紀—15世紀），字本深，南直隸徽州府績溪縣坊市人，明朝政治人物。

## 生平
正統三年（1438年），汪淵舉應天府鄉試，授無極縣教諭，升洧川縣知縣，改天津衛學教授，造士有方。再陞寧府長史，處事端重周慎，得寧王器重，曾將他比作賈誼，後改任楚府，不久致仕卒。

## 引用
1. ↑  嘉慶《績溪縣志·卷十·人物志》：汪淵 字本深，坊市人，正統戊午舉人，授真定府無極縣教諭，改河南洧州【川】學，陞天津衛學教授，造就有方，陞寧府長史，端重周慎，王深器重之，嘗贊其像比賈誼，改楚府，尋致仕卒。